# Moosic
Moosic est un borough du comté de Lackawanna en Pennsylvanie, aux États-Unis, comptant 5 989 habitants (2020). Moosic comprend plusieurs quartiers et lieux-dits comme Belin Village, Spike Island, The Millwoods, Starks, Lower Moosic, Doug Hill, Glenmaura, Moosic Heights et Greenwood.

## Sports
L'équipe de baseball des Scranton/Wilkes-Barre Yankees (International League) évolue depuis 1998 à Moosic, au PNC Field (10 982 places).